# Seeschlacht bei Amorgos
Die Seeschlacht bei Amorgos war eine im Sommer 322 v. Chr. bei der Ägäisinsel Amorgos stattfindende Schlacht, die den Lamischen Krieg entschied und mit ihm die Seemachtstellung Athens beendete.

## Hintergrund
Seit der Schlacht von Chaironeia 338 v. Chr. übten die Makedonen, mit König Philipp II. als Hegemon des korinthischen Bundes, die Vormachtstellung über die Griechen aus, mit Ausnahme von Sparta. Diese Hegemonie wurde von Alexander dem Großen und nach ihm von dessen Stellvertreter Antipater behauptet. Als aber Alexander 323 v. Chr. in Babylon starb, unternahmen Athen und die Ätolier den Versuch, die makedonische Hegemonie abzuschütteln, was zum Ausbruch des Lamischen Krieges führte.
Nach einigen Anfangserfolgen der Alliierten, unter anderem gegen die Generäle Leosthenes und Leonnatos, gingen die Makedonen unter Antipater und Krateros im Frühjahr 322 v. Chr. in die Offensive und in die Ägäis segelte Kleitos der Weiße mit einer Flotte ein.

## Die Seeschlacht
Beim Ausbruch des Krieges lagerte der makedonische General Krateros mit den Veteranen des Alexanderzuges gerade in Kilikien. Auf die Nachricht vom Ausbruch der Kämpfe in Griechenland nahm er im Eiltempo den Marsch nach Europa auf und überschritt den Hellespont, um Antipater mit den Veteranen zu Hilfe zu kommen. Kurz darauf tat es ihm Leonnatos, direkt von Babylon aus marschierend, gleich.
Zu den Veteranen des Krateros hatte auch Kleitos der Weiße gehört, der aber nicht mit ihm weitermarschiert, sondern mit der Errichtung einer Flotte betraut in Kilikien zurückgeblieben war. Offenbar zu Sommeranfang 322 v. Chr. hatte Kleitos seine Rüstungen beendet und entlang der Südküste Kleinasiens die Fahrt in die Ägäis aufgenommen, um in den Krieg einzugreifen. In der Nähe der Insel Amorgos traf er auf die athenische Flotte, die er schließlich entscheidend besiegen konnte.